# Omagh
Omagh (en irlandés An Ómaigh) es la capital y mayor ciudad del condado de Tyrone, en Irlanda del Norte, Reino Unido. Está situada en el lugar donde los ríos Drumragh y Camowen se unen para formar el río Strule. La ciudad tiene una población de 19 659 habitantes y 28 000 más viven en su área metropolitana.

## Historia
Se cree que la ciudad surgió en torno a una abadía fundada en 792. En 1610, casi 150 años después de la fundación del monasterio franciscano, Omagh fue fundada como ciudad. Sirvió como refugio para los fugitivos del este de Tyrone durante la rebelión de 1641. En 1689, año en que tuvo lugar la batalla del Boyne, James II llegó a Omagh, en el camino a Derry. Los partidarios de Guillermo III, príncipe de Orange, quemaron la ciudad.
En 1768, sustituyó a Dungannon como la capital del condado de Tyrone.
Omagh se conectó por ferrocarril con Derry en 1852, con Enniskillen en 1853 y con Belfast en 1861. Los cuarteles militares fueron construidos en 1881. En 1899 se abrió el Hospital del Condado de Tyrone. El hospital es hoy el tema de una campaña masiva para mantener sus servicios. La autoridad del transporte del Ulster cerró la línea ferroviaria de Omagh-Enniskillen en 1957 y la línea principal de Portadown-Derry en 1965, quedando la ciudad sin servicio ferroviario. Los grandes cuarteles militares de la ciudad fueron cerrados el 1 de agosto de 2007. Entre los visitantes famosos a Omagh se encuentran Bill Clinton, presidente de los Estados Unidos, la presidenta irlandesa Maria McAleese y la reina británica Isabel II.

### Atentado de Omagh de 1998
La ciudad de Omagh entró en la escena internacional el 15 de agosto de 1998, cuando el IRA Auténtico (Real Irish Republican Army, RIRA) hizo estallar un coche bomba en el centro de la ciudad. La explosión mató a 29 personas: 14 mujeres (una de ellas embarazada de gemelos), 6 hombres y 9 niños. 220 personas resultaron heridas como resultado de la explosión.
Pete Travis llevó al cine estos hechos en una película de 2005.

### Atentado de Omagh de 2011
El 2 de abril de 2011, el centro de la ciudad de Omagh volvió a sufrir un atentado, al hacer explosión una bomba lapa debajo del coche de un policía, resultando este muerto.

## Inundaciones
Omagh ha sufrido muchas inundaciones a lo largo de la historia, entre las que destacan las de 1909, 1929, 1954, 1969, 1987, 1999 y, más recientemente, el 12 de junio de 2007. Como resultado de esto, fueron construidos diques para contener el agua del río Strule y evitar desbordamientos. Grandes extensiones de tierra son inadecuadas para el desarrollo, generalmente alrededor de los meandros, y fueron convertidas en amplias zonas verdes, rutas de senderismo y parques.

## Clima
El clima de Omagh es más extremo de lo normal en las zonas costeras irlandesas, con inviernos más frescos y veranos más cálidos. La temperatura media mínima es de 3 °C en diciembre, enero y febrero, y la media máxima es de 19 °C en agosto. La lluvia es constante a lo largo del año, y las nevadas son frecuentes (especialmente en las colinas y montañas), sobre todo en diciembre, enero y febrero, aunque en ocasiones han llegado a caer a partir de septiembre y hasta mayo. Estos últimos años, incluyendo 1995, 2003 y 2006, Omagh se ha visto afectada por olas de calor.
- Datos: Q510513
- Multimedia: Omagh / Q510513